# Candás
Candás é a paróquia civil do concelho (município) de Carreño, na província e Principado das Astúrias, Espanha. Tem 2,11 km² e em 2009 tinha 7 320 habitantes (densidade: 3 469,2 hab./km²). A vila de Candás é a capital do concelho e em 2009 tinha 6 836 habitantes.

## Contexto geográfico
Localiza-se num dos pontos mais setentrionais da Península Ibérica, a 13 quilómetros do cabo de Peñas. Encontra-se perfeitamente comunicada com Gijón e Avilés, cidades das que se encontra separada por pouco menos de 10 km da primeira, bem como de Oviedo, de que dista 30 km.

## Economia local
Tradicionalmente a pesca e a indústria conserveira foram os sectores económicos mais importantes do povoamento, mas ambos entraram em crise com a abertura da fábrica ENSIDESA e com a expansão da siderurgia na comarca de Avilés. Atualmente o turismo e a hotelaria, sobretudo no verão, também ocupam um lugar importante na economia da vila.
Um dos elementos mais significativos do povoamento é o seu porto, no passado um dos mais importantes do mar Cantábrico. Na sua praia é conhecida Peña Furada.

## Gastronomia
Candás conta com uma variada oferta gastronómica. Destacam as caldeiradas e cozidos de pescado ou marisco. Também o fariñón. Entre as carnes, cabe destacar as marañuelas, os candasinos ou o arroz com leite.

## Lugares de interesse
- Igreja de San Félix
- Antigas fábricas de Conservas Ortiz e Albo
- Casa Consistorial
- Museu Antón
- Parque de conservas

## Festividades
As festas locais são o Festival da Sardinha (San Félix), que se celebra o 1 de agosto, e o Cristo do 14 de setembro. destaca também pelo grande sucesso de público o Festival de Bandes de Gaites "Villa de Candás" (declarado de Interesse Turístico Regional) um festival gratuito organizado pela Banda Gaites Candás , que vem celebrando no mês de julho desde 1997 e onde se reúnem muitas das melhores formações de Europa com um denominador comum: a gaita.
Também são de destacar as romarias tradicionais de San Antonio (13 de junho) e San Roque (16 de agosto).

## Galeria de imagens

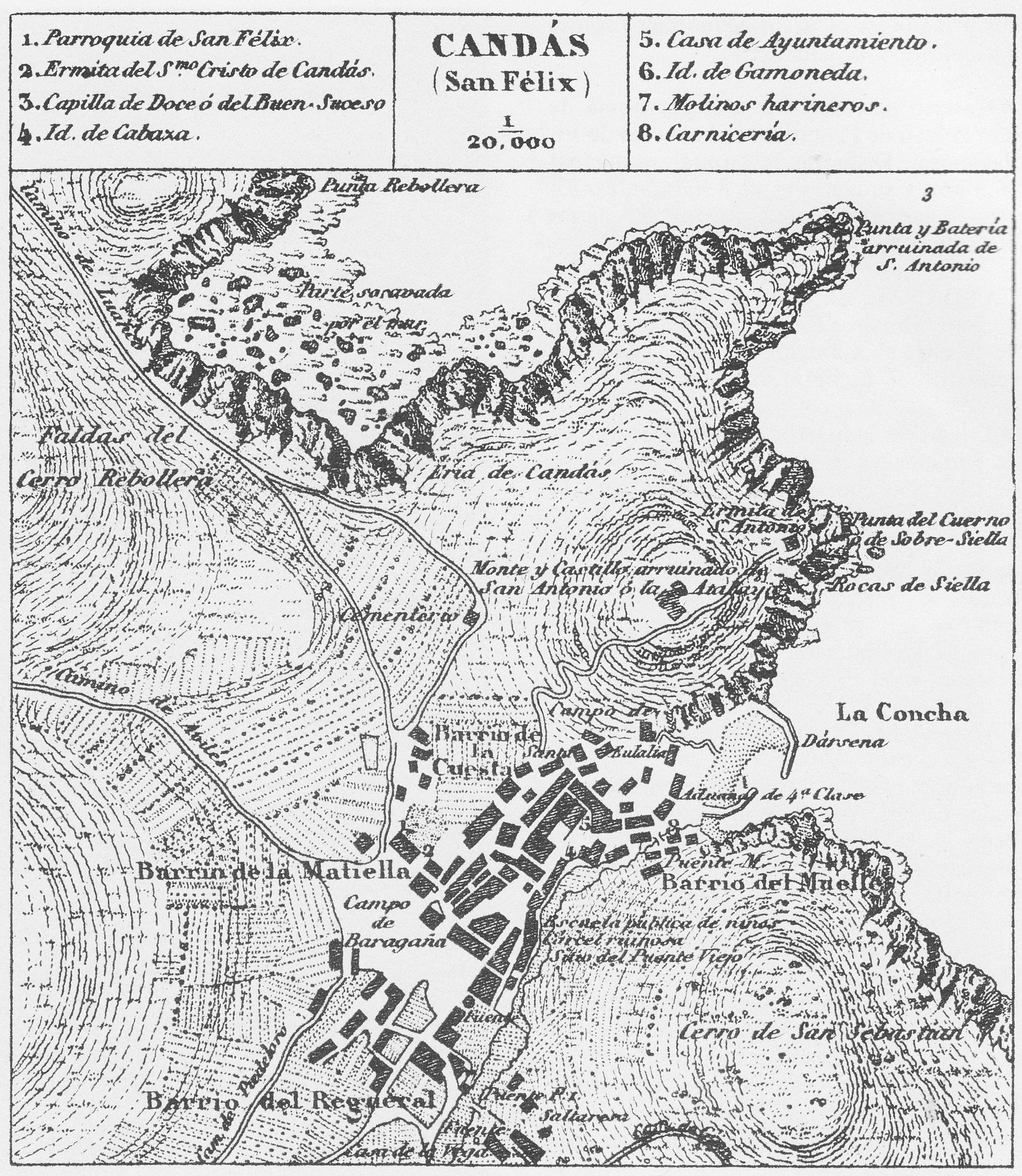
Plano da vila em 1870
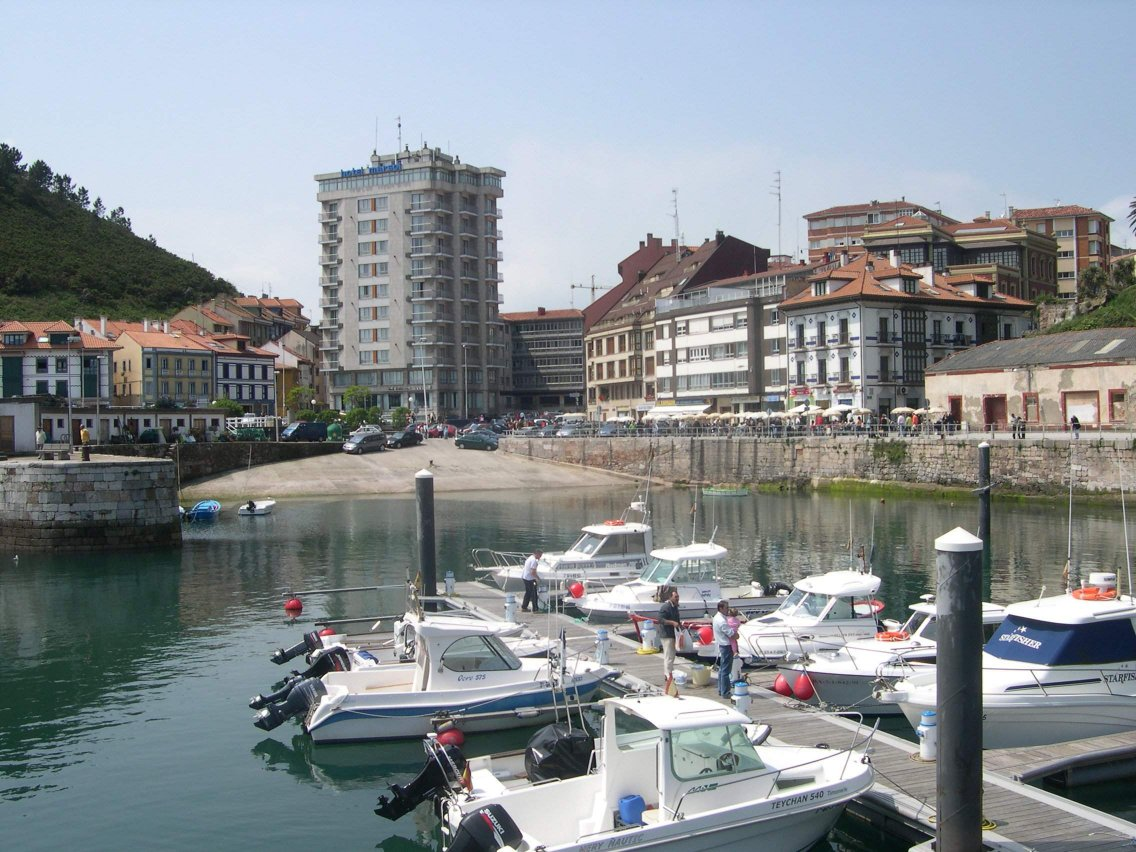
Vista geral do porto
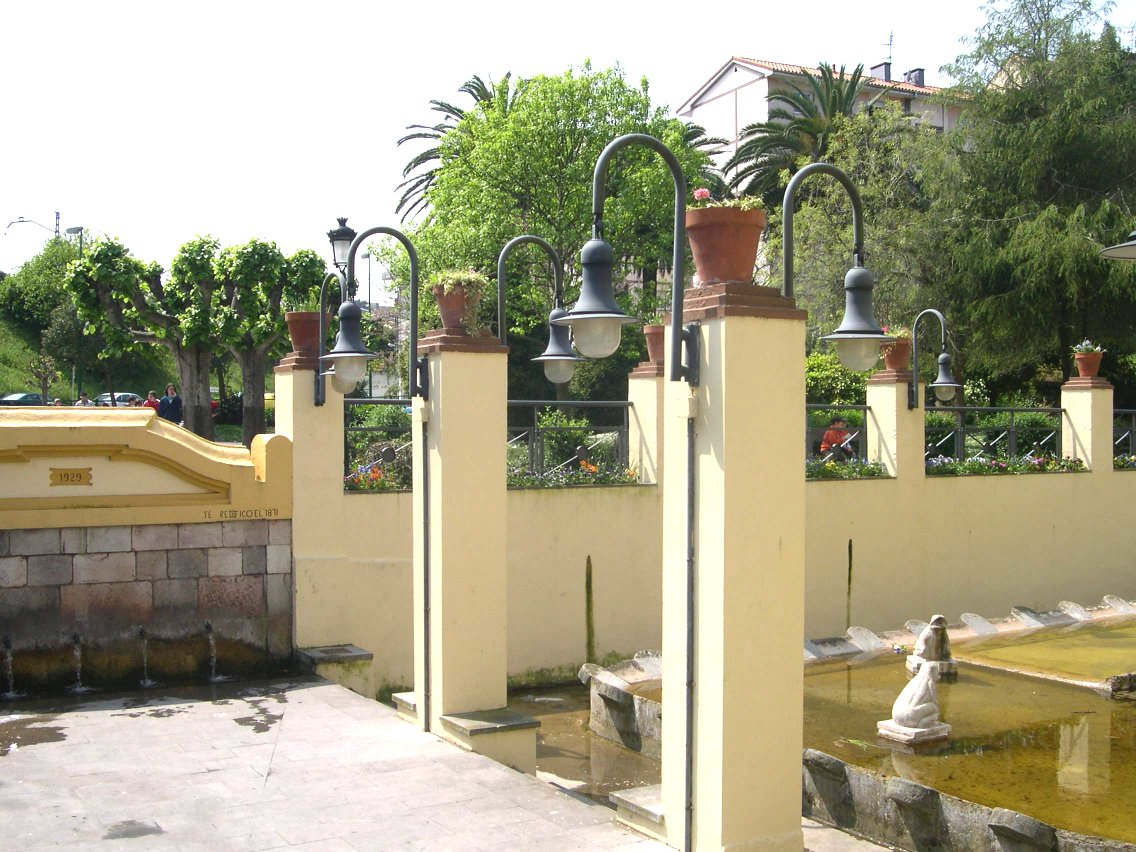
Fonte Santarua (ano 1779)
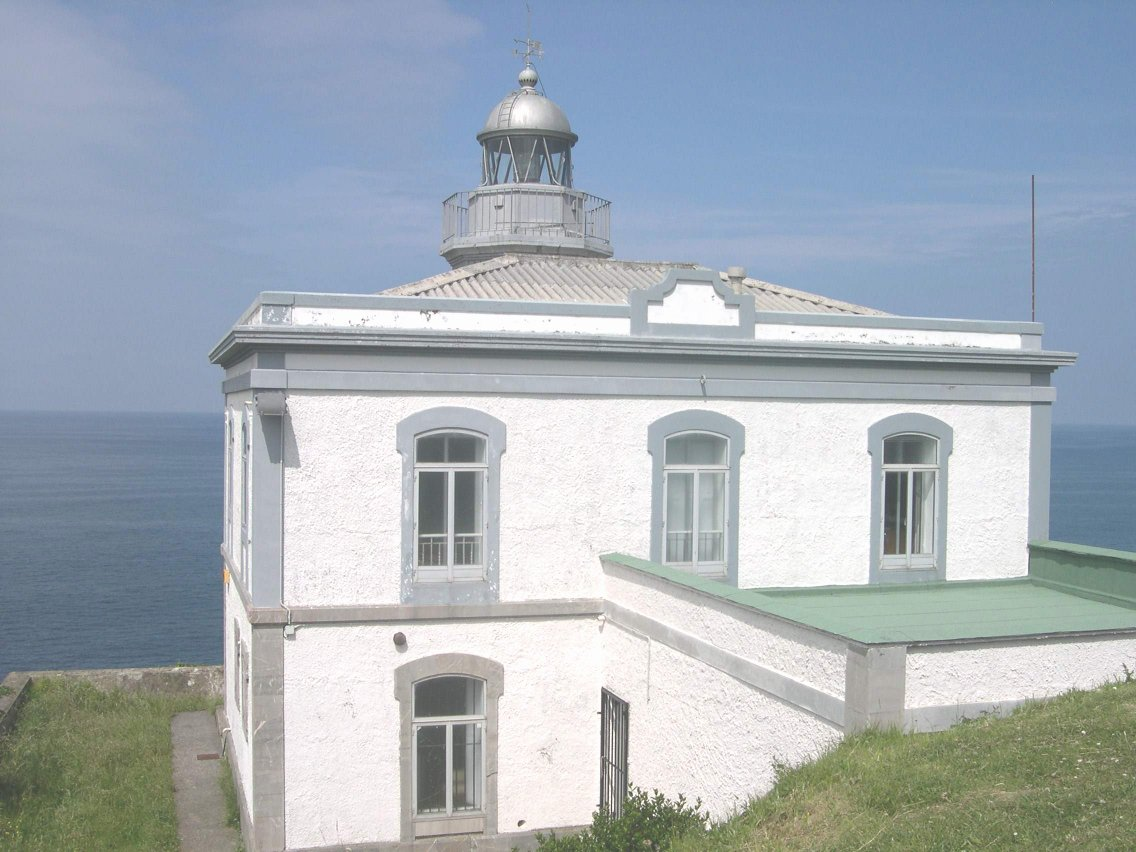
Fárol de Candás
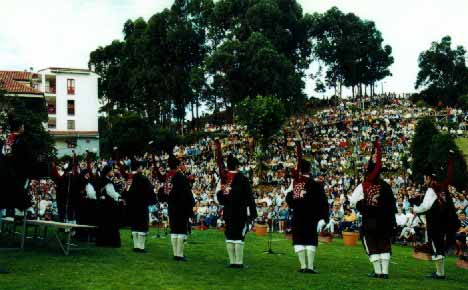
Festival Internacional de Bandes de Gaites. Candás, ano 2000
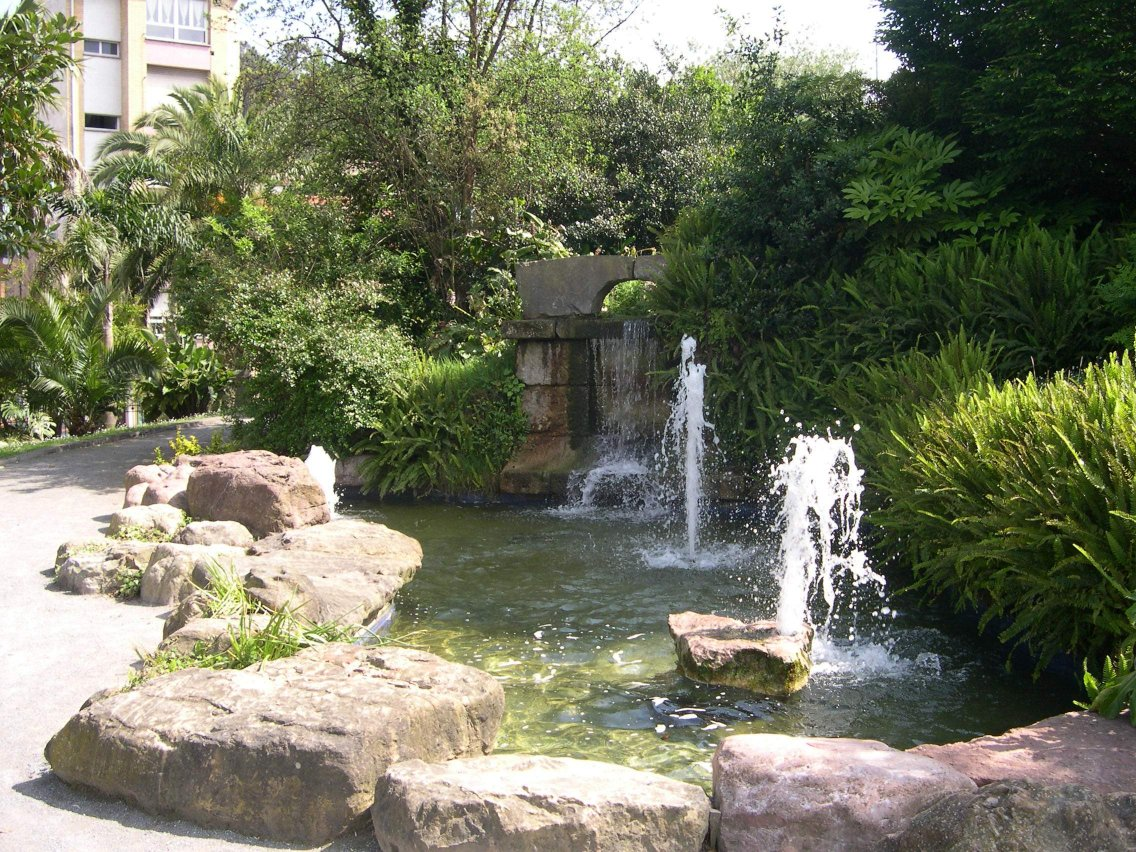
Parque "les conserveres"
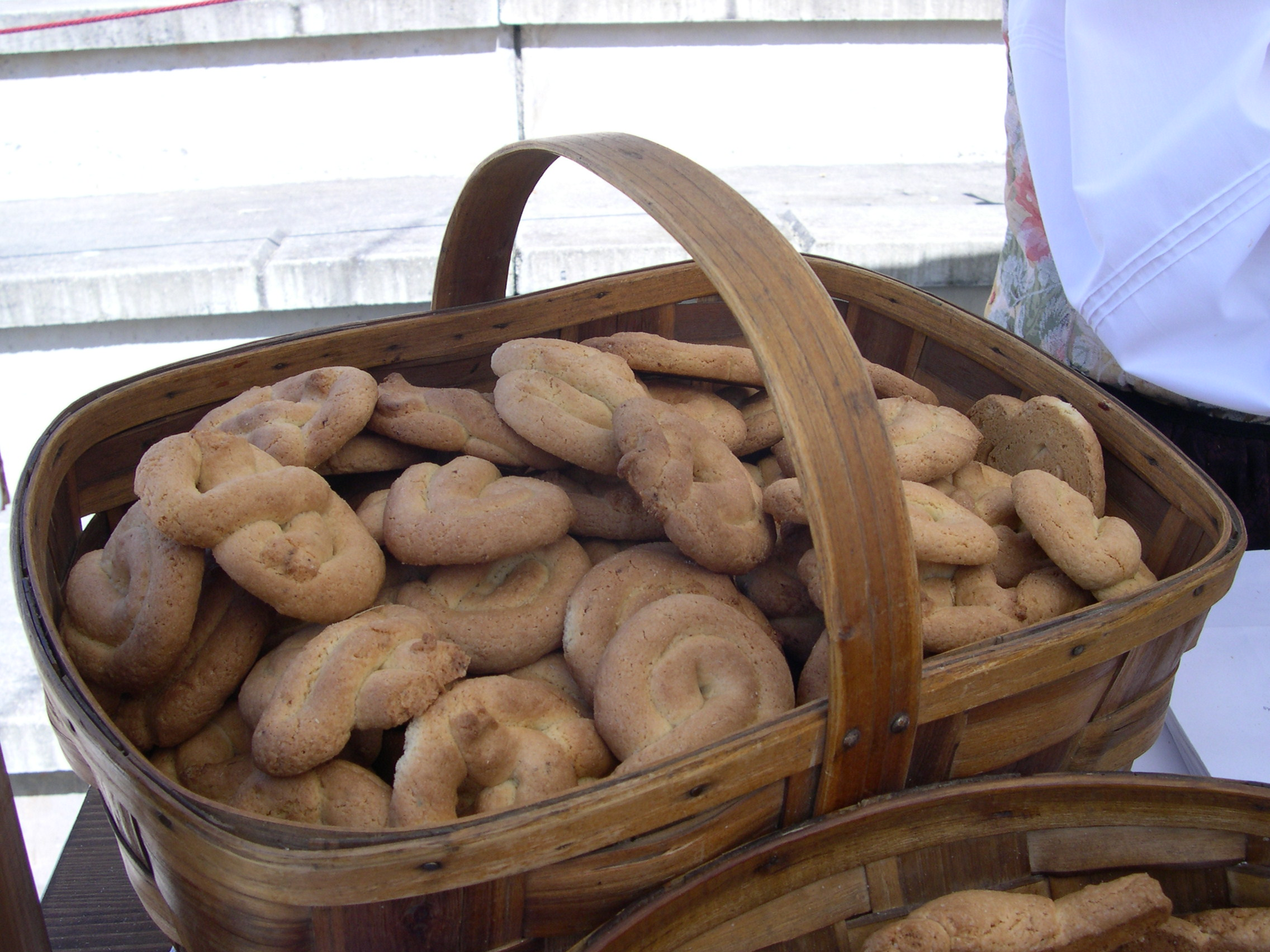
Marañueles de Candás